# Robert Charles Henri du Chastel de La Howarderie
Robert Charles Henri, comte du Chastel de La Howarderie, né le 28 février 1761 à Nivelles et mort le 5 avril 1825 à Tournai, est un militaire et homme politique.

## Mandats et fonctions
- Aide de camp de Guillaume Ier des Pays-Bas
- Membre de la chevalerie du Hainaut : 1817-1821
- Bourgmestre de Hollain : -1825
- Membre de la Première Chambre des États généraux : 1815-1825

## Sources
- Notice dans un dictionnaire ou une encyclopédie généraliste :   - Biografisch Portaal van Nederland
- R.F.Ch.H.M. graaf Du Chastel